# Cephalaria flava
Cephalaria flava är en tvåhjärtbladig växtart. Cephalaria flava ingår i släktet jätteväddar, och familjen Dipsacaceae.

## Underarter
Arten delas in i följande underarter:
- C. f. flava
- C. f. setulifera